# Danae jucunda
Danae jucunda es una especie de coleóptero de la familia Endomychidae.

## Distribución geográfica
Habita en Etiopía.